# 24h Le Mans 2000

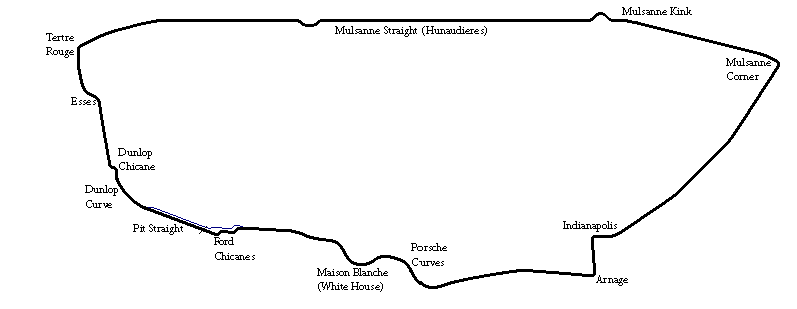
Tor Circuit de la Sarthe

24h Le Mans 2000 – 24–godzinny wyścig rozegrany na torze Circuit de la Sarthe w dniach 17–18 czerwca 2000 roku.

## Wyniki
Źródło: experiencelemans.com
| Poz.  | Klasa  | Nr | Zespół                                     | Kierowcy                                                    | Nadwozie                         | Opony | Okr. |
| Poz.  | Klasa  | Nr | Zespół                                     | Kierowcy                                                    | Silnik                           | Opony | Okr. |
| ----- | ------ | -- | ------------------------------------------ | ----------------------------------------------------------- | -------------------------------- | ----- | ---- |
| 1     | LMP900 | 8  | Audi Sport Team Joest                      | Frank Biela Tom Kristensen Emanuele Pirro                   | Audi R8                          | M     | 368  |
| 1     | LMP900 | 8  | Audi Sport Team Joest                      | Frank Biela Tom Kristensen Emanuele Pirro                   | Audi 3.6L Turbo V8               | M     | 368  |
| 2     | LMP900 | 9  | Audi Sport Team Joest                      | Laurent Aïello Allan McNish Stéphane Ortelli                | Audi R8                          | M     | 367  |
| 2     | LMP900 | 9  | Audi Sport Team Joest                      | Laurent Aïello Allan McNish Stéphane Ortelli                | Audi 3.6L Turbo V8               | M     | 367  |
| 3     | LMP900 | 7  | Audi Sport Team Joest                      | Christian Abt Michele Alboreto Rinaldo Capello              | Audi R8                          | M     | 365  |
| 3     | LMP900 | 7  | Audi Sport Team Joest                      | Christian Abt Michele Alboreto Rinaldo Capello              | Audi 3.6L Turbo V8               | M     | 365  |
| 4     | LMP900 | 16 | Pescarolo Sport                            | Olivier Grouillard Sébastien Bourdais Emmanuel Clérico      | Courage C52                      | M     | 344  |
| 4     | LMP900 | 16 | Pescarolo Sport                            | Olivier Grouillard Sébastien Bourdais Emmanuel Clérico      | Peugeot A32 3.2L Turbo V6        | M     | 344  |
| 5     | LMP900 | 12 | Panoz Motorsports                          | Johnny O’Connell Hiroki Katō Pierre-Henri Raphanel          | Panoz LMP-1 Roadster-S           | M     | 342  |
| 5     | LMP900 | 12 | Panoz Motorsports                          | Johnny O’Connell Hiroki Katō Pierre-Henri Raphanel          | Élan 6L8 6.0L V8                 | M     | 342  |
| 6     | LMP900 | 23 | TV Asahi Team Dragon                       | Toshio Suzuki Masami Kageyama Masahiko Kageyama             | Panoz LMP-1 Roadster-S           | M     | 340  |
| 6     | LMP900 | 23 | TV Asahi Team Dragon                       | Toshio Suzuki Masami Kageyama Masahiko Kageyama             | Élan 6L8 6.0L V8                 | M     | 340  |
| 7     | GTS    | 51 | Viper Team Oreca                           | Dominique Dupuy Olivier Beretta Karl Wendlinger             | Chrysler Viper GTS-R             | M     | 333  |
| 7     | GTS    | 51 | Viper Team Oreca                           | Dominique Dupuy Olivier Beretta Karl Wendlinger             | Chrysler 8.0L V10                | M     | 333  |
| 8     | LMP900 | 22 | TV Asahi Team Dragon                       | Keiichi Tsuchiya Akira Iida Masahiko Kondō                  | Panoz LMP-1 Roadster-S           | M     | 330  |
| 8     | LMP900 | 22 | TV Asahi Team Dragon                       | Keiichi Tsuchiya Akira Iida Masahiko Kondō                  | Élan 6L8 6.0L V8                 | M     | 330  |
| 9     | GTS    | 53 | Viper Team Oreca                           | David Donohue Ni Amorim Anthony Beltoise                    | Chrysler Viper GTS-R             | M     | 328  |
| 9     | GTS    | 53 | Viper Team Oreca                           | David Donohue Ni Amorim Anthony Beltoise                    | Chrysler 8.0L V10                | M     | 328  |
| 10    | GTS    | 64 | Corvette Racing                            | Franck Fréon Andy Pilgrim Kelly Collins                     | Chevrolet Corvette C5-R          | G     | 327  |
| 10    | GTS    | 64 | Corvette Racing                            | Franck Fréon Andy Pilgrim Kelly Collins                     | Chevrolet LS7R 7.0L V8           | G     | 327  |
| 11    | GTS    | 63 | Corvette Racing                            | Chris Kneifel Ron Fellows Justin Bell                       | Chevrolet Corvette C5-R          | G     | 326  |
| 11    | GTS    | 63 | Corvette Racing                            | Chris Kneifel Ron Fellows Justin Bell                       | Chevrolet LS7R 7.0L V8           | G     | 326  |
| 12    | GTS    | 52 | Viper Team Oreca                           | Tommy Archer Marc Duez Patrick Huisman                      | Chrysler Viper GTS-R             | M     | 324  |
| 12    | GTS    | 52 | Viper Team Oreca                           | Tommy Archer Marc Duez Patrick Huisman                      | Chrysler 8.0L V10                | M     | 324  |
| 13    | GTS    | 57 | Carsport Holland                           | Mike Hezemans David Hart Hans Hugenholtz                    | Chrysler Viper GTS-R             | M     | 317  |
| 13    | GTS    | 57 | Carsport Holland                           | Mike Hezemans David Hart Hans Hugenholtz                    | Chrysler 8.0L V10                | M     | 317  |
| 14    | GTS    | 60 | Konrad Motorsport                          | Charles Slater Tommy Kendall Jürgen von Gartzen             | Porsche 911 GT2                  | D     | 317  |
| 14    | GTS    | 60 | Konrad Motorsport                          | Charles Slater Tommy Kendall Jürgen von Gartzen             | Porsche 3.8L Turbo Flat-6        | D     | 317  |
| 15    | LMP900 | 11 | Panoz Motorsports                          | David Brabham Jan Magnussen Mario Andretti                  | Panoz LMP-1 Roadster-S           | M     | 315  |
| 15    | LMP900 | 11 | Panoz Motorsports                          | David Brabham Jan Magnussen Mario Andretti                  | Élan 6L8 6.0L V8                 | M     | 315  |
| 16    | GT     | 73 | Team Taisan Advan                          | Hideo Fukuyama Atsushi Yogō Bruno Lambert                   | Porsche 911 GT3-R                | Y     | 310  |
| 16    | GT     | 73 | Team Taisan Advan                          | Hideo Fukuyama Atsushi Yogō Bruno Lambert                   | Porsche 3.6L Flat-6              | Y     | 310  |
| 17    | GT     | 82 | Skea Racing International                  | Johnny Mowlem David Murry Sascha Maassen                    | Porsche 911 GT3-R                | P     | 304  |
| 17    | GT     | 82 | Skea Racing International                  | Johnny Mowlem David Murry Sascha Maassen                    | Porsche 3.6L Flat-6              | P     | 304  |
| 18    | GT     | 76 | Seikel Motorsport                          | Max Cohen-Olivar Michel Neugarten Tony Burgess              | Porsche 911 GT3-R                | D     | 302  |
| 18    | GT     | 76 | Seikel Motorsport                          | Max Cohen-Olivar Michel Neugarten Tony Burgess              | Porsche 3.6L Flat-6              | D     | 302  |
| 19    | LMP900 | 3  | Team DAMS                                  | Éric Bernard Emmanuel Collard Franck Montagny               | Cadillac Northstar LMP           | P     | 300  |
| 19    | LMP900 | 3  | Team DAMS                                  | Éric Bernard Emmanuel Collard Franck Montagny               | Cadillac Northstar 4.0L Turbo V8 | P     | 300  |
| 20    | LMP900 | 6  | Mopar Team Oreca                           | Didier Theys Jeffrey van Hooydonk Didier André              | Reynard 2KQ-LM                   | M     | 292  |
| 20    | LMP900 | 6  | Mopar Team Oreca                           | Didier Theys Jeffrey van Hooydonk Didier André              | Chrysler Mopar 6.0L V8           | M     | 292  |
| 21    | LMP900 | 1  | Team Cadillac                              | Franck Lagorce Butch Leitzinger Andy Wallace                | Cadillac Northstar LMP           | P     | 291  |
| 21    | LMP900 | 1  | Team Cadillac                              | Franck Lagorce Butch Leitzinger Andy Wallace                | Cadillac Northstar 4.0L Turbo V8 | P     | 291  |
| 22    | LMP900 | 2  | Team Cadillac                              | Wayne Taylor Max Angelelli Eric van de Poele                | Cadillac Northstar LMP           | P     | 287  |
| 22    | LMP900 | 2  | Team Cadillac                              | Wayne Taylor Max Angelelli Eric van de Poele                | Cadillac Northstar 4.0L Turbo V8 | P     | 287  |
| 23    | GT     | 79 | Perspective Racing                         | Thierry Perrier Jean-Louis Ricci Romano Ricci               | Porsche 911 GT3-R                | P     | 286  |
| 23    | GT     | 79 | Perspective Racing                         | Thierry Perrier Jean-Louis Ricci Romano Ricci               | Porsche 3.6L Flat-6              | P     | 286  |
| 24    | GT     | 80 | M1 Club-Renstal Excelsior                  | Philippe Verellen Rudi Penders Kurt Dujardyn                | Porsche 911 GT3-R                | P     | 285  |
| 24    | GT     | 80 | M1 Club-Renstal Excelsior                  | Philippe Verellen Rudi Penders Kurt Dujardyn                | Porsche 3.6L Flat-6              | P     | 285  |
| 25    | LMP675 | 32 | Multimatic Motorsports                     | Scott Maxwell John Graham Greg Wilkins                      | Lola B2K/40                      | P     | 274  |
| 25    | LMP675 | 32 | Multimatic Motorsports                     | Scott Maxwell John Graham Greg Wilkins                      | Nissan (AER) VQL 3.0L V6         | P     | 274  |
| 26    | LMP675 | 36 | Rachel Welter                              | Richard Balandras Yōjirō Terada Sylvain Boulay              | WR LMP                           | M     | 266  |
| 26    | LMP675 | 36 | Rachel Welter                              | Richard Balandras Yōjirō Terada Sylvain Boulay              | Peugeot 2.0L Turbo I4            | M     | 266  |
| 27    | GT     | 75 | Manthey Racing Gunnar Racing               | Michael Brockman Mike Lauer Gunnar Jeannette                | Porsche 911 GT3-R                | D     | 261  |
| 27    | GT     | 75 | Manthey Racing Gunnar Racing               | Michael Brockman Mike Lauer Gunnar Jeannette                | Porsche 3.6L Flat-6              | D     | 261  |
| 28 NS | LMP900 | 10 | Team Den Blå Avis                          | John Nielsen Mauro Baldi Klaus Graf                         | Panoz LMP-1 Roadster-S           | P     | 205  |
| 28 NS | LMP900 | 10 | Team Den Blå Avis                          | John Nielsen Mauro Baldi Klaus Graf                         | Élan 6L8 6.0L V8                 | P     | 205  |
| 29 DK | GT     | 83 | Dick Barbour Racing                        | Dirk Müller Lucas Luhr Bob Wollek                           | Porsche 911 GT3-R                | M     | 319  |
| 29 DK | GT     | 83 | Dick Barbour Racing                        | Dirk Müller Lucas Luhr Bob Wollek                           | Porsche 3.6L Flat-6              | M     | 319  |
| 30 NU | GTS    | 59 | Freisinger Motorsport                      | Wolfgang Kaufmann Yukihiro Hane Katsunori Iketani           | Porsche 911 GT2                  | D     | 313  |
| 30 NU | GTS    | 59 | Freisinger Motorsport                      | Wolfgang Kaufmann Yukihiro Hane Katsunori Iketani           | Porsche 3.8L Turbo Flat-6        | D     | 313  |
| 31 NU | GT     | 81 | Haberthur Racing                           | Gabrio Rosa Michel Ligonnet Fabio Babini                    | Porsche 911 GT3-R                | P     | 310  |
| 31 NU | GT     | 81 | Haberthur Racing                           | Gabrio Rosa Michel Ligonnet Fabio Babini                    | Porsche 3.6L Flat-6              | P     | 310  |
| 32 NU | LMP900 | 17 | SMG Compétition                            | Philippe Gache Gary Formato Didier Cottaz                   | Courage C60                      | P     | 219  |
| 32 NU | LMP900 | 17 | SMG Compétition                            | Philippe Gache Gary Formato Didier Cottaz                   | Judd GV4 4.0L V10                | P     | 219  |
| 33 NU | GTS    | 56 | Team Goh Chamberlain Engineering           | Walter Brun Toni Seiler Christian Gläsel                    | Chrysler Viper GTS-R             | M     | 210  |
| 33 NU | GTS    | 56 | Team Goh Chamberlain Engineering           | Walter Brun Toni Seiler Christian Gläsel                    | Chrysler 8.0L V10                | M     | 210  |
| 34 NU | GTS    | 54 | Paul Belmondo Racing                       | Boris Derichebourg Guy Martinolle Jean-Claude Lagniez       | Chrysler Viper GTS-R             | D     | 180  |
| 34 NU | GTS    | 54 | Paul Belmondo Racing                       | Boris Derichebourg Guy Martinolle Jean-Claude Lagniez       | Chrysler 8.0L V10                | D     | 180  |
| 35 NU | LMP900 | 15 | Thomas Bscher Promotion David Price Racing | Dr. Thomas Bscher Geoff Lees Jean-Marc Gounon               | BMW V12 LM                       | G     | 180  |
| 35 NU | LMP900 | 15 | Thomas Bscher Promotion David Price Racing | Dr. Thomas Bscher Geoff Lees Jean-Marc Gounon               | BMW S70 6.0L V12                 | G     | 180  |
| 36 NU | LMP675 | 35 | Gerard Welter                              | Xavier Pompidou Stéphane Daoudi Jean-Bernard Bouvet         | WR LMP                           | M     | 169  |
| 36 NU | LMP675 | 35 | Gerard Welter                              | Xavier Pompidou Stéphane Daoudi Jean-Bernard Bouvet         | Peugeot 2.0L Turbo I4            | M     | 169  |
| 37 NU | LMP900 | 21 | Team Rafanelli SRL                         | Domenico Schiattarella Didier de Radiguès Emanuele Naspetti | Lola B2K/10                      | M     | 154  |
| 37 NU | LMP900 | 21 | Team Rafanelli SRL                         | Domenico Schiattarella Didier de Radiguès Emanuele Naspetti | Judd GV4 4.0L V10                | M     | 154  |
| 38 NU | LMP900 | 24 | Johansson-Matthews Racing                  | Stefan Johansson Guy Smith Jim Matthews                     | Reynard 2KQ-LM                   | Y     | 133  |
| 38 NU | LMP900 | 24 | Johansson-Matthews Racing                  | Stefan Johansson Guy Smith Jim Matthews                     | Judd GV4 4.0L V10                | Y     | 133  |
| 39 NU | GT     | 72 | Repsol Racing Engineering                  | Tomas Saldaña Jesús Diez Villaroel Giovanni Lavaggi         | Porsche 911 GT3-R                | D     | 78   |
| 39 NU | GT     | 72 | Repsol Racing Engineering                  | Tomas Saldaña Jesús Diez Villaroel Giovanni Lavaggi         | Porsche 3.6L Flat-6              | D     | 78   |
| 40 NU | LMP675 | 34 | Racing Organisation Course (ROC)           | Jordi Gené Jean-Christophe Boullion Jérôme Policand         | Reynard 2KQ-LM                   | M     | 72   |
| 40 NU | LMP675 | 34 | Racing Organisation Course (ROC)           | Jordi Gené Jean-Christophe Boullion Jérôme Policand         | Volkswagen HPT16 2.0L Turbo I4   | M     | 72   |
| 41 NU | LMP675 | 33 | Racing Organisation Course (ROC)           | Ralf Kelleners David Terrien Jean-Denis Délétraz            | Reynard 2KQ-LM                   | M     | 44   |
| 41 NU | LMP675 | 33 | Racing Organisation Course (ROC)           | Ralf Kelleners David Terrien Jean-Denis Délétraz            | Volkswagen HPT16 2.0L Turbo I4   | M     | 44   |
| 42 NU | LMP900 | 20 | Konrad Motorsport Racing for Holland       | Jan Lammers Tom Coronel Peter Kox                           | Lola B2K/10                      | D     | 38   |
| 42 NU | LMP900 | 20 | Konrad Motorsport Racing for Holland       | Jan Lammers Tom Coronel Peter Kox                           | Ford (Roush) 6.0L V8             | D     | 38   |
| 43 NU | GT     | 77 | Larbre Compétition                         | Patrice Goueslard Christophe Bouchut Jean-Luc Chereau       | Porsche 911 GT3-R                | M     | 34   |
| 43 NU | GT     | 77 | Larbre Compétition                         | Patrice Goueslard Christophe Bouchut Jean-Luc Chereau       | Porsche 3.6L Flat-6              | M     | 34   |
| 44 NU | GT     | 78 | BBA Compétition                            | Jean-Luc Maury-Laribière Bernard Chauvin Angelo Zadra       | Porsche 911 GT3-R                | M     | 32   |
| 44 NU | GT     | 78 | BBA Compétition                            | Jean-Luc Maury-Laribière Bernard Chauvin Angelo Zadra       | Porsche 3.6L Flat-6              | M     | 32   |
| 45 NU | LMP675 | 30 | Didier Bonnet Racing                       | Patrick Lemarié Jean-François Yvon Yann Goudy               | Debora LMP2000                   | A     | 24   |
| 45 NU | LMP675 | 30 | Didier Bonnet Racing                       | Patrick Lemarié Jean-François Yvon Yann Goudy               | BMW 3.2L I6                      | A     | 24   |
| 46 NU | GT     | 71 | Michael Colucci Racing                     | Shane Lewis Cort Wagner Bob Mazzuoccola                     | Porsche 911 GT3-R                | M     | 22   |
| 46 NU | GT     | 71 | Michael Colucci Racing                     | Shane Lewis Cort Wagner Bob Mazzuoccola                     | Porsche 3.6L Flat-6              | M     | 22   |
| 47 NU | LMP900 | 4  | Team DAMS                                  | Marc Goossens Christophe Tinseau Kristian Kolby             | Cadillac Northstar LMP           | P     | 4    |
| 47 NU | LMP900 | 4  | Team DAMS                                  | Marc Goossens Christophe Tinseau Kristian Kolby             | Cadillac Northstar 4.0L Turbo V8 | P     | 4    |
| 48 NU | LMP900 | 5  | Mopar Team Oreca                           | Yannick Dalmas Nicolas Minassian Jean-Philippe Belloc       | Reynard 2KQ-LM                   | M     | 1    |
| 48 NU | LMP900 | 5  | Mopar Team Oreca                           | Yannick Dalmas Nicolas Minassian Jean-Philippe Belloc       | Chrysler Mopar 6.0L V8           | M     | 1    |